# Thouinia velutina
Thouinia velutina är en kinesträdsväxtart som beskrevs av Ludwig Radlkofer. Thouinia velutina ingår i släktet Thouinia och familjen kinesträdsväxter. Inga underarter finns listade i Catalogue of Life.